# Reta Shaw
Reta Shaw (South Paris, 13 settembre 1912 – Encino, 8 gennaio 1982) è stata un'attrice statunitense.

## Biografia

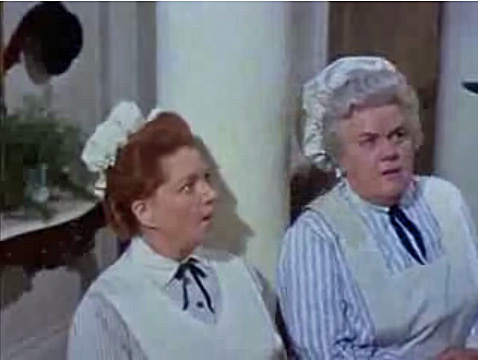
Reta Shaw (a destra) con Hermione Baddeley in Mary Poppins (1964)

Iniziò la sua attività nel 1952, e per oltre vent'anni apparve in diversi film e serie televisive. Sul grande schermo è famosa per aver interpretato Clara, la cuoca in casa Banks nel film Mary Poppins (1964). È stata sposata dal 1952 al 1962 con l'attore William A. Forester, da cui ha avuto una figlia, Kathryn Anne.
Morì nel 1982 a 69 anni per un enfisema polmonare.

## Filmografia parziale

### Cinema
- Picnic, regia di Joshua Logan (1955)
- Sotto la minaccia (Man Afraid), regia di Harry Keller (1957)
- I pionieri del Wisconsin (All Mine to Give), regia di Allen Reisner (1957)
- Il giuoco del pigiama (The Pajama Game), regia di George Abbott e Stanley Donen (1957)
- La signora prende il volo (The Lady Takes a Flyer), regia di Jack Arnold (1958)
- Il segreto di Pollyanna (Pollyanna), regia di David Swift (1960)
- Il grande peccato (Sanctuary), regia di Tony Richardson (1961)
- Uno scapolo in paradiso (Bachelor in paradise), regia di Jack Arnold (1961)
- I guai di papà (A Global Affair), regia di Jack Arnold (1964)
- Mary Poppins, regia di Robert Stevenson (1964)
- Quello strano sentimento (That Funny Feeling), regia di Richard Thorpe (1965)
- Patto a tre (Marriage on the Rocks), regia di Jack Donohue (1965)
- Il caro estinto (The Loved One), regia di Tony Richardson (1965)
- Sette giorni di fifa (The Ghost and Mr. Chicken), regia di Alan Rafkin (1966)
- La ragazza made in Paris (Made in Paris), regia di Boris Sagal (1966)
- Incredibile viaggio verso l'ignoto (Escape to Witch Mountain), regia di John Hough (1975)

### Televisione
- Scacco matto (Checkmate) – serie TV, episodio 1x17 (1961)
- Pete and Gladys – serie TV, episodio 2x05 (1961)
- Outlaws – serie TV, episodio 2x13 (1962)
- Follow the Sun – serie TV, episodio 1x23 (1962)
- Thriller – serie TV, episodio 2x24 (1962)
- Io e i miei tre figli (My Three Sons) – serie TV, episodi 2x23-5x18 (1962-1965)
- Vacation Playhouse – serie TV, episodi 1x09-2x01 (1963-1964)
- Strega per amore (I Dream of Jeannie) – serie TV, 4 episodi (1964-1972)
- The Danny Thomas Hour – serie TV, episodio 1x10 (1967)
- La signora e il fantasma (The Ghost and Mrs. Muir) – serie TV, 50 episodi (1968-1970)
- Barnaby Jones – serie TV, episodio 2x02 (1973)
- Happy Days – serie TV, episodio 1x09 (1974)

## Doppiatrici italiane
Nelle versioni in italiano delle opere in cui ha recitato, Reta Shaw è stata doppiata da:
- Lydia Simoneschi in Mary Poppins, Quello strano sentimento, Incredibile viaggio verso l'ignoto
- Maria Saccenti in Picnic, Il giuoco del pigiama
- Giovanna Scotto in Sotto la minaccia, Il segreto di Pollyanna, La signora prende il volo
- Franca Dominici in Patto a tre
- Francesca Palopoli in Vita da strega
- Franca Lumachi in Incredibile viaggio verso l'ignoto (ridoppiaggio)